# Twist, Niedersachsen
Twist, Niedersachsen är en kommun och ort i Landkreis Emsland i förbundslandet Niedersachsen i Tyskland.